# Robert Barron
Robert Emmet Barron (Chicago, 19 de novembro de 1959) é um escritor, teólogo, evangelista e bispo católico norte-americano. É conhecido principalmente pelo seu ministério Word on Fire, fundado em 2000, que promove a evangelização por meio de mídias digitais, televisão e rádio. Desde 2022, é bispo da Diocese de Winona-Rochester, em Minnesota. O cardeal Francis George o descreveu como "um dos melhores mensageiros da Igreja". Barron também é reconhecido como o "bispo das redes sociais" devido à sua forte presença online.

## Biografia

### Primeiros anos
Robert Barron nasceu em Chicago, Illinois, em 19 de novembro de 1959, filho de um gerente nacional de vendas da John Sexton & Company e de uma dona de casa. De ascendência irlandesa, passou a infância em Detroit e, posteriormente, no subúrbio de Western Springs, em Chicago. Tem uma irmã e um irmão, John Barron, ex-editor do Sun-Times Media Group.

### Educação
Barron descobriu as obras de Tomás de Aquino enquanto estudante na Fenwick High School, uma escola dominicana privada. Transferiu-se para a Benet Academy, uma escola beneditina privada, onde concluiu o ensino médio em 1977. Frequentou a Universidade de Notre Dame por um ano antes de ingressar no Seminário Mundelein, em Mundelein, Illinois. Posteriormente, foi aceito como Bolsista Basselin na Escola de Teologia da Universidade Católica da América, em Washington, D.C., onde obteve um Bacharel em Filosofia em 1981 e um Mestre em Filosofia em 1982, com a tese "Production and the Political Animal in the Writings of Karl Marx".
Recebeu uma Licenciatura em Teologia Sagrada pelo Seminário Mundelein em 1986. Em 1992, concluiu o Doutor em Teologia Sagrada no Instituto Católico de Paris, com a dissertação "Creation as Discipleship: A Study of the De potentia of Thomas Aquinas in Light of the Dogmatik of Paul Tillich", publicada em 1993. Além do inglês, Barron é fluente em francês, espanhol, alemão e latim.

### Sacerdócio
Ordenado sacerdote em 24 de maio de 1986 pelo cardeal Joseph Louis Bernardin na Catedral do Santo Nome, em Chicago, Barron serviu como pároco associado na Paróquia de São Paulo da Cruz, em Park Ridge, de 1986 a 1989. De 1992 a 2015, foi professor de teologia sistemática na Universidade de Santa Maria do Lago, onde também ocupou a cátedra inaugural Francis Cardinal George de Fé e Cultura a partir de 2008. Foi presidente-reitor do Seminário Mundelein de 2012 a 2015.
Barron também foi professor visitante na Universidade de Notre Dame em 2002 e na Pontifícia Universidade de São Tomás de Aquino, em Roma, em 2007. Foi acadêmico residente no Colégio Norte-Americano Pontifício, no Vaticano, em 2007 e 2010.

### Episcopado

#### Bispo auxiliar de Los Angeles
Em 21 de julho de 2015, o Papa Francisco nomeou Barron bispo auxiliar da Arquidiocese de Los Angeles e bispo titular de Macriana na Mauritânia. Sua consagração episcopal ocorreu em 8 de setembro de 2015, na Catedral de Nossa Senhora dos Anjos, em Los Angeles, presidida pelo arcebispo José Horacio Gómez, com Blase J. Cupich e Joseph M. Sartoris como co-consagradores.

#### Bispo de Winona-Rochester
Em 2 de junho de 2022, o Papa Francisco nomeou Barron como bispo da Diocese de Winona-Rochester, no sul de Minnesota. Sua instalação ocorreu em 29 de julho de 2022, na Co-Catedral de São João Evangelista, em Rochester, Minnesota.

### Comissão de Liberdade Religiosa
Em 1º de maio de 2025, Barron foi nomeado para a Comissão de Liberdade Religiosa da Administração Trump, ao lado de clérigos como o cardeal Timothy M. Dolan. A comissão é responsável por elaborar um relatório sobre o estado da liberdade religiosa nos Estados Unidos.

## Carreira na mídia
Barron fundou a Word on Fire Catholic Ministries em 2000, uma organização sem fins lucrativos voltada para a evangelização por meio de mídias digitais, televisão, rádio e publicações. Seus programas são exibidos em canais como CatholicTV, EWTN, Telecare, NET TV e Salt + Light Television, além do canal do YouTube do Word on Fire. Barron é colaborador regular de veículos como The Chicago Tribune, NBC Nightly News, Fox News Channel, Our Sunday Visitor e Catholic Herald.

### Internet
Barron mantém uma forte presença online, com mais de 3,1 milhões de seguidores no Facebook, 1,86 milhão de inscritos no YouTube, 530.000 no Instagram e 324.000 no X (até agosto de 2022). Seus vídeos, incluindo homilias dominicais e comentários teológicos sobre cultura, acumulam mais de 151 milhões de visualizações.

### Televisão
Barron produziu a série documental Catolicismo (2011), filmada em 16 países e exibida na PBS, e sua sequência, Catolicismo: A Nova Evangelização (2013). Desde 2010, apresenta o programa Word on Fire com Padre Barron na WGN America, sendo o primeiro sacerdote desde Fulton Sheen a ter um programa nacional regular em uma rede comercial.

### Podcasts
Barron produz o podcast semanal The Word on Fire Show, com mais de 10 milhões de downloads, abordando temas de fé e cultura. Ele também participou de podcasts de personalidades como Jordan Peterson, Lex Fridman e Ben Shapiro.

## Obras

### Livros
- A Study of the De potentia of Thomas Aquinas in Light of the Dogmatik of Paul Tillich (1993)
- Thomas Aquinas: Spiritual Master (1996)
- And Now I See: A Theology of Transformation (1998)
- Heaven in Stone and Glass (2000)
- The Strangest Way: Walking the Christian Path (2002)
- Bridging the Great Divide: Musings of a Post-Liberal, Post-Conservative, Evangelical Catholic (2004)
- The Priority of Christ: Toward a Post-Liberal Catholicism (2007)
- Word on Fire: Proclaiming the Power of Christ (2008)
- Eucharist (2008)
- Catholicism: A Journey to the Heart of the Faith (2011)
- Seeds of the Word: Finding God in the Culture (2015)
- Exploring Catholic Theology: Essays on God, Liturgy, and Evangelization (2015)
- Vibrant Paradoxes: The Both/And of Catholicism (2016)
- To Light a Fire on the Earth: Proclaiming the Gospel in a Secular Age (2017)
- Arguing Religion: A Bishop Speaks at Facebook and Google (2018)
- Letter to a Suffering Church: A Bishop Speaks on the Sexual Abuse Crisis (2019)
- Centered: The Spirituality of Word on Fire (2020)
- Renewing Our Hope: Essays for the New Evangelization (2020)
- The Pivotal Players: 12 Heroes Who Shaped the Church and Changed the World (2020)
- Light from Light: A Theological Reflection on the Nicene Creed (2021)
- The Rosary with Bishop Robert Barron (2021)
- Proclaiming the Power of Christ: Classic Sermons (2021)
- Redeeming the Time: Gospel Perspectives on the Challenges of the Hour (2022)
- The Great Story of Israel: Election, Freedom, Holiness (2022)
- This is My Body: A Call to Eucharistic Revival (2023)

### DVDs
- Untold Blessings: The Three Paths of Holiness (2005)
- Conversion (2006)
- Faith Clips (2007)
- Seven Deadly Sins, Seven Lively Virtues (2007)
- Eucharist (2009)
- Catholicism (2011)
- Catholicism: The New Evangelization (2013)
- Priest, Prophet, King (2014)
- The Mystery of God (2015)
- Catholicism: The Pivotal Players Volume I (2016)
- David the King (2017)
- The Mass (2018)
- Catholicism: The Pivotal Players St. Augustine & St. Benedict (2018)
- Catholicism: The Pivotal Players Fulton Sheen & Flannery O'Connor (2019)
- The Sacraments (2020)
- The Creed (2021)

## Distinções
- Ordem do Santo Sepulcro (Santa Sé)
- 2023: Doutor em Serviço Público, Honoris Causa, Hillsdale College
- 2022: Doutor em Letras Humanas, Honoris Causa, Benedictine College
- 2019: Doutor em Teologia, Honoris Causa, Pontifícia Universidade de São Tomás de Aquino
- 2015: Prêmio Fisher's Net por Melhor Presença em Mídias Sociais[23]
- 2003: Prêmio de Livro da Catholic Press Association: The Strangest Way: Walking the Christian Path